# Тврдица (ТВ филм)
„Тврдица” је југословенски ТВ филм из 1967. године. Режирала га је Љиљана Билуш а сценарио је написан по комедији Молијера.

## Улоге
| Глумац         | Улога    |
| -------------- | -------- |
| Перо Квргић    | Харпагон |
| Љубо Капор     | Цлеанте  |
| Марија Кон     | Елиса    |
| Зорко Рајчић   | Валери   |
| Инге Апелт     | Мариана  |
| Љубица Микулић | Фросина  |
| Иво Фици       | Анселме  |
| Анте Дулчић    | Флеч     |
| Емил Глад      | Жак      |